# Демпси, Джозеф
Джозеф Фрэнсис Демпси (англ. Joseph Francis Dempsey; 12 октября 1875, Филадельфия, Пенсильвания — 7 августа 1942, Филадельфия, Пенсильвания) — американский гребец, чемпион летних Олимпийских игр 1904.
На Играх 1904 в Сент-Луисе Демпси участвовал только в соревнованиях восьмёрок. Его команда заняла первое место с результатом 7:50,0 и выиграла золотые медали.